# Макібіші

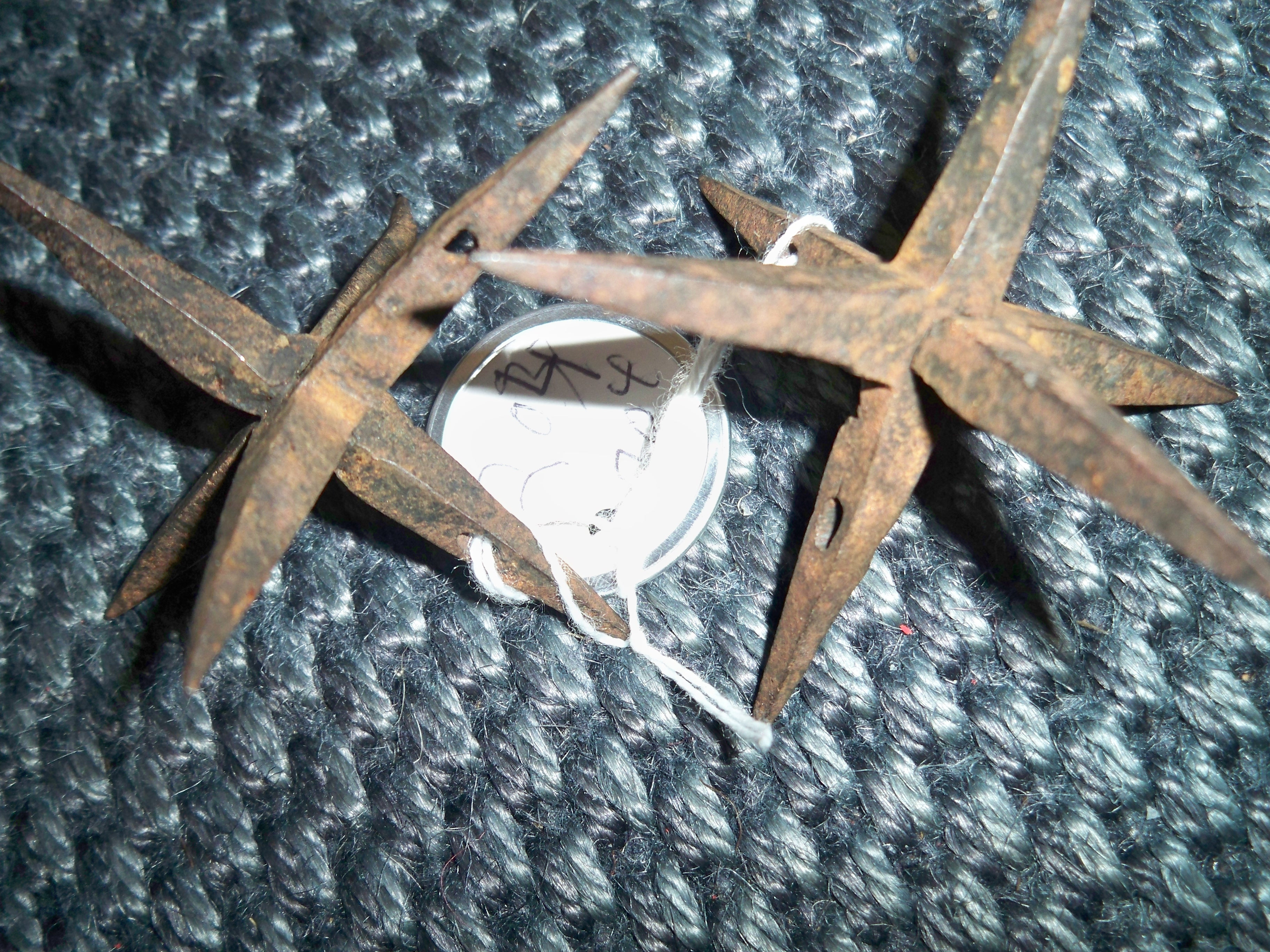
Японські залізні шипи «макібіші»

Макібіші (яп. 撒き菱, або яп. 撒菱) це японський варіант загородження-часнику. Це гострий предмет з шипами, який використовувався у феодальній Японії для уповільнення переслідувачів, а також для захисту самурайських укріплень.

## Опис
Макібіші був одним з інструментів, які, ймовірно, використовували нінджі. Він мав шість або вісім загострених шипів. Залізні макібіші називалися тецубіші, тоді як макібіші, виготовлені з висушеної насіннєвої коробочки водяного горіха⁣,являли собою тип макібіші під назвою тенненбіші. Обидва типи макібіші могли пробивати тонкі підошви взуття, такого як сандалі вараджі, які зазвичай носили у феодальній Японії.
Макібіші можна було носити в сумці, прикріпленій до пояса, разом з іншою зброєю та/або інструментами, такими як шюрикени та каґінава Макібіші можна було кидати, як шюрикени, а також використовувати проти ворога верхи на коні. Модифікації, внесені нінджями, включали зубчасті наконечники, які, як кажуть, іноді покривали отрутою.